# Campeonato Mundial de Voleibol de Praia de 2022 - Feminino
O torneio feminino do Campeonato Mundial de Voleibol de Praia de 2022 ocorreu de 10 a 19 de junho, na cidade de Roma, na Itália, com um total de 48 duplas.
A dupla brasileira Eduarda Lisboa e Ana Patrícia se sagraram campeãs após derrotarem a dupla canadense Sophie Bukovec e Brandie Wilkerson por 2 sets a 0. A dupla alemã Svenja Müller e Cinja Tillmann ficaram com o terceiro lugar após a atleta suíça Joana Heidrich – parceira de Anouk Vergé-Dépré – deslocar o ombro após realizar um saque. Devido ao ocorrido, a dupla alemã conquistou o terceiro lugar por W.O.

## Fórmula de disputa
A competição foi disputada por 48 duplas, distribuídas proporcionalmente entre os Grupos A, B, C, D, E, F, G, H, I, J, K e L. Nestes grupos, as duplas se enfrentaram em sistema de pontos corridos, ou seja, todos contra todos; o primeiro e o segundo colocado de cada grupo, um total de 24 duplas, avançaram para a rodada das 32 duplas, esta completada pelas quatro duplas com melhor índice na terceira colocação. As quatro últimas vagas foram conhecidas após a disputa das 8 duplas na "repescagem", que reuniu as outras terceiras colocadas; enquanto as quartas colocadas de cada grupo foram eliminadas da competição.
Após a rodada de 32 duplas (fase eliminatória), avançaram para as oitavas de final as 16 melhores equipes. Posteriormente, formaram as quartas de final, semifinal e final.

## Fase classificatória
|  | Qualificados para pré-oitavas de final (primeira e segunda colocação)         |
|  | Qualificados para pré-oitavas de final (melhores índices da terceira posição) |
|  | Qualificados para repescagem (menores índices da terceira posição)            |
|  | Eliminados                                                                    |

### Grupo A
|     |                    |     | Jogos | Jogos | Jogos | Sets | Sets | Sets  | Pontos | Pontos | Pontos |
| Pos | Equipe             | Pts | T     | V     | D     | V    | P    | R     | V      | P      | R      |
| --- | ------------------ | --- | ----- | ----- | ----- | ---- | ---- | ----- | ------ | ------ | ------ |
| 1   | Stam–Schoon        | 6   | 3     | 3     | 0     | 6    | 0    | MAX   | 127    | 75     | 1.693  |
| 2   | Gallay–Pereyra     | 5   | 3     | 2     | 1     | 4    | 2    | 2.000 | 114    | 103    | 1.107  |
| 3   | Rivas Zapata–Chris | 4   | 3     | 1     | 2     | 2    | 4    | 0.500 | 106    | 103    | 1.029  |
| 4   | Williams–Nuñez     | 3   | 3     | 0     | 3     | 0    | 6    | 0.000 | 60     | 126    | 0.476  |

| 10 jun | 11:00 | Gallay–Pereyra     | 2–0 | Rivas Zapata–Chris | 21-16, 21-16 | Relatório |
| 10 jun | 11:00 | Stam–Schoon        | 2–0 | Williams–Nuñez     | 21-5, 21-8   | Relatório |
| 11 jun | 11:00 | Stam–Schoon        | 2–0 | Rivas Zapata–Chris | 21-17, 21-15 | Relatório |
| 11 jun | 12:00 | Gallay–Pereyra     | 2–0 | Williams–Nuñez     | 21-11, 21-17 | Relatório |
| 12 jun | 10:00 | Rivas Zapata–Chris | 2–0 | Williams–Nuñez     | 21-7, 21-12  | Relatório |
| 12 jun | 10:00 | Stam–Schoon        | 2–0 | Gallay–Pereyra     | 22-20, 21-10 | Relatório |

### Grupo B
|     |                             |     | Jogos | Jogos | Jogos | Sets | Sets | Sets  | Pontos | Pontos | Pontos |
| Pos | Equipe                      | Pts | T     | V     | D     | V    | P    | R     | V      | P      | R      |
| --- | --------------------------- | --- | ----- | ----- | ----- | ---- | ---- | ----- | ------ | ------ | ------ |
| 1   | Duda–Ana Patrícia           | 6   | 3     | 3     | 0     | 6    | 1    | 6.000 | 137    | 100    | 1.370  |
| 2   | Wang–X. Y. Xia              | 5   | 3     | 2     | 1     | 4    | 2    | 2.000 | 108    | 113    | 0.956  |
| 3   | Schützenhöfer–Plesiutschnig | 4   | 3     | 1     | 2     | 3    | 4    | 0.750 | 122    | 128    | 0.953  |
| 4   | Hermannová–Štochlová        | 3   | 3     | 0     | 3     | 0    | 6    | 0.000 | 100    | 126    | 0.794  |

| 10 jun | 14:00 | Hermannová–Štochlová        | 0–2 | Schützenhöfer–Plesiutschnig | 19-21, 14-21        | Relatório |
| 10 jun | 14:00 | Duda–Ana Patrícia           | 2–0 | Wang–X. Y. Xia              | 21-11, 21-13        | Relatório |
| 11 jun | 15:00 | Duda–Ana Patrícia           | 2–1 | Schützenhöfer–Plesiutschnig | 21-13, 17-21, 15-11 | Relatório |
| 11 jun | 16:00 | Hermannová–Štochlová        | 0–2 | Wang–X. Y. Xia              | 18-21, 18-21        | Relatório |
| 12 jun | 15:00 | Schützenhöfer–Plesiutschnig | 0–2 | Wang–X. Y. Xia              | 18-21, 17-21        | Relatório |
| 12 jun | 15:00 | Duda–Ana Patrícia           | 2–0 | Hermannová–Štochlová        | 21-12, 21-19        | Relatório |

### Grupo C
|     |                         |     | Jogos | Jogos | Jogos | Sets | Sets | Sets  | Pontos | Pontos | Pontos |
| Pos | Equipe                  | Pts | T     | V     | D     | V    | P    | R     | V      | P      | R      |
| --- | ----------------------- | --- | ----- | ----- | ----- | ---- | ---- | ----- | ------ | ------ | ------ |
| 1   | Heidrich–A. Vergé-Dépré | 6   | 3     | 3     | 0     | 6    | 0    | MAX   | 126    | 86     | 1.465  |
| 2   | Kravčenoka–Graudina     | 5   | 3     | 2     | 1     | 4    | 2    | 2.000 | 116    | 90     | 1.289  |
| 3   | Ishii–Mizoe             | 4   | 3     | 1     | 2     | 2    | 4    | 0.500 | 104    | 109    | 0.954  |
| 4   | Zeroual–Mahassine       | 3   | 3     | 0     | 3     | 0    | 6    | 0.000 | 65     | 126    | 0.516  |

| 10 jun | 09:00 | Heidrich–A. Vergé-Dépré | 2–0 | Ishii–Mizoe             | 21-16, 21-18 | Relatório |
| 10 jun | 09:00 | Kravčenoka–Graudina     | 2–0 | Zeroual–Mahassine       | 21-13, 21-7  | Relatório |
| 11 jun | 09:00 | Kravčenoka–Graudina     | 2–0 | Ishii–Mizoe             | 21-17, 21-11 | Relatório |
| 11 jun | 10:00 | Heidrich–A. Vergé-Dépré | 2–0 | Zeroual–Mahassine       | 21-13, 21-7  | Relatório |
| 12 jun | 09:00 | Ishii–Mizoe             | 2–0 | Zeroual–Mahassine       | 21-11, 21-14 | Relatório |
| 12 jun | 09:00 | Kravčenoka–Graudina     | 0–2 | Heidrich–A. Vergé-Dépré | 19-21, 13-21 | Relatório |

### Grupo D
|     |                    |     | Jogos | Jogos | Jogos | Sets | Sets | Sets  | Pontos | Pontos | Pontos |
| Pos | Equipe             | Pts | T     | V     | D     | V    | P    | R     | V      | P      | R      |
| --- | ------------------ | --- | ----- | ----- | ----- | ---- | ---- | ----- | ------ | ------ | ------ |
| 1   | Megan–Nicole       | 6   | 3     | 3     | 0     | 6    | 1    | 6.000 | 139    | 116    | 1.198  |
| 2   | Bárbara–Carol      | 5   | 3     | 2     | 1     | 5    | 2    | 2.500 | 137    | 88     | 1.557  |
| 3   | Erika–Poletti      | 4   | 3     | 1     | 2     | 2    | 4    | 0.500 | 104    | 114    | 0.912  |
| 4   | Diana–Margarita G. | 3   | 3     | 0     | 3     | 0    | 6    | 0.000 | 64     | 126    | 0.508  |

| 10 jun | 13:00 | Megan–Nicole       | 2–0 | Diana–Margarita G. | 21-11, 21-13        | Relatório |
| 10 jun | 13:00 | Bárbara–Carol      | 2–0 | Erika–Poletti      | 21-8, 21-15         | Relatório |
| 11 jun | 16:00 | Bárbara–Carol      | 2–0 | Diana–Margarita G. | 21-6, 21-7          | Relatório |
| 11 jun | 17:00 | Megan–Nicole       | 2–0 | Erika–Poletti      | 21-17, 24-22        | Relatório |
| 12 jun | 16:00 | Diana–Margarita G. | 0–2 | Erika–Poletti      | 11-21, 16-21        | Relatório |
| 12 jun | 16:00 | Bárbara–Carol      | 1–2 | Megan–Nicole       | 21-16, 19-21, 13-15 | Relatório |

### Grupo E
|     |                       |     | Jogos | Jogos | Jogos | Sets | Sets | Sets  | Pontos | Pontos | Pontos |
| Pos | Equipe                | Pts | T     | V     | D     | V    | P    | R     | V      | P      | R      |
| --- | --------------------- | --- | ----- | ----- | ----- | ---- | ---- | ----- | ------ | ------ | ------ |
| 1   | Bukovec–Brandie       | 6   | 3     | 3     | 0     | 6    | 0    | MAX   | 130    | 109    | 1.193  |
| 2   | Flint–Cheng           | 5   | 3     | 2     | 1     | 4    | 3    | 1.333 | 133    | 115    | 1.157  |
| 3   | Böbner–Z. Vergé-Dépré | 4   | 3     | 1     | 2     | 3    | 5    | 0.600 | 143    | 147    | 0.973  |
| 4   | Cali–Tega             | 3   | 3     | 0     | 3     | 1    | 6    | 0.167 | 105    | 140    | 0.750  |

| 10 jun | 15:00 | Bukovec–Brandie       | 2–0 | Böbner–Z. Vergé-Dépré | 24-22, 21-17        | Relatório |
| 10 jun | 15:00 | Flint–Cheng           | 2–0 | Cali–Tega             | 21-11, 21-13        | Relatório |
| 11 jun | 14:00 | Flint–Cheng           | 2–1 | Böbner–Z. Vergé-Dépré | 17-21, 21-16, 15-12 | Relatório |
| 11 jun | 16:00 | Bukovec–Brandie       | 2–0 | Cali–Tega             | 21-12, 22-20        | Relatório |
| 12 jun | 19:00 | Flint–Cheng           | 0–2 | Bukovec–Brandie       | 19-21, 19-21        | Relatório |
| 12 jun | 21:00 | Böbner–Z. Vergé-Dépré | 2–1 | Cali–Tega             | 19-21, 21-16, 15-12 | Relatório |

### Grupo F
|     |                    |     | Jogos | Jogos | Jogos | Sets | Sets | Sets  | Pontos | Pontos | Pontos |
| Pos | Equipe             | Pts | T     | V     | D     | V    | P    | R     | V      | P      | R      |
| --- | ------------------ | --- | ----- | ----- | ----- | ---- | ---- | ----- | ------ | ------ | ------ |
| 1   | Kolinske–Hughes    | 5   | 3     | 2     | 1     | 4    | 2    | 2.000 | 120    | 91     | 1.319  |
| 2   | Menegatti–Gottardi | 5   | 3     | 2     | 1     | 4    | 2    | 2.000 | 120    | 113    | 1.062  |
| 3   | Carro–Lobato       | 5   | 3     | 2     | 1     | 4    | 2    | 2.000 | 113    | 115    | 0.983  |
| 4   | Ariana–Karelys     | 3   | 3     | 0     | 3     | 4    | 2    | 2.000 | 95     | 129    | 0.736  |

| 10 jun | 18:00   | Carro–Lobato    | 2–0 | Ariana–Karelys     | 21-17, 23-21 | Relatório |
| 10 jun | 18:00   | Kolinske–Hughes | 0–2 | Menegatti–Gottardi | 17-21, 19-21 | Relatório |
| 11 jun | 13:00   | Kolinske–Hughes | 2–0 | Ariana–Karelys     | 21-13, 21-9  | Relatório |
| 11 jun | 19:00   | Carro–Lobato    | 2–0 | Menegatti–Gottardi | 21-17, 21-18 | Relatório |
| 12 jun | 19:00   | Kolinske–Hughes | 2–0 | Carro–Lobato       | 21-13, 21-14 | Relatório |
| 12 jun | 22:0000 | Ariana–Karelys  | 0–2 | Menegatti–Gottardi | 15-21, 20-22 | Relatório |

### Grupo G
|     |                 |     | Jogos | Jogos | Jogos | Sets | Sets | Sets  | Pontos | Pontos | Pontos |
| Pos | Equipe          | Pts | T     | V     | D     | V    | P    | R     | V      | P      | R      |
| --- | --------------- | --- | ----- | ----- | ----- | ---- | ---- | ----- | ------ | ------ | ------ |
| 1   | Talita–Rebecca  | 6   | 3     | 3     | 0     | 6    | 1    | 6.000 | 138    | 90     | 1.533  |
| 2   | Lahti–Ahtiainen | 5   | 3     | 2     | 1     | 4    | 3    | 1.333 | 124    | 115    | 1.078  |
| 3   | Day–Stockman    | 4   | 3     | 1     | 2     | 4    | 4    | 1.000 | 129    | 133    | 0.970  |
| 4   | Payano–Rosario  | 3   | 3     | 0     | 3     | 0    | 6    | 0.000 | 73     | 126    | 0.579  |

| 10 jun | 12:00 | Day–Stockman    | 1–2 | Lahti–Ahtiainen | 21-14, 13-21, 12-15 | Relatório |
| 10 jun | 12:00 | Talita–Rebecca  | 2–0 | Payano–Rosario  | 21-6, 21-11         | Relatório |
| 12 jun | 14:00 | Day–Stockman    | 2–0 | Payano–Rosario  | 21-18, 21-11        | Relatório |
| 12 jun | 14:00 | Talita–Rebecca  | 2–0 | Lahti–Ahtiainen | 21-17, 21-15        | Relatório |
| 13 jun | 11:00 | Lahti–Ahtiainen | 2–0 | Payano–Rosario  | 21-17, 21-10        | Relatório |
| 13 jun | 12:00 | Talita–Rebecca  | 2–1 | Day–Stockman    | 21-13, 18-21, 15-7  | Relatório |

### Grupo H
|     |                |     | Jogos | Jogos | Jogos | Sets | Sets | Sets  | Pontos | Pontos | Pontos |
| Pos | Equipe         | Pts | T     | V     | D     | V    | P    | R     | V      | P      | R      |
| --- | -------------- | --- | ----- | ----- | ----- | ---- | ---- | ----- | ------ | ------ | ------ |
| 1   | Cannon–Sponcil | 6   | 3     | 3     | 0     | 6    | 1    | 6.000 | 136    | 103    | 1.320  |
| 2   | Clancy–Mariafe | 5   | 3     | 2     | 1     | 5    | 2    | 2.500 | 130    | 110    | 1.182  |
| 3   | Leila–Lidy     | 4   | 3     | 1     | 2     | 2    | 4    | 0.500 | 111    | 114    | 0.974  |
| 4   | Farida–Doaa    | 3   | 3     | 0     | 3     | 0    | 6    | 0.000 | 76     | 126    | 0.603  |

| 10 jun | 10:00 | Cannon–Sponcil | 2–0 | Leila–Lidy     | 21-16, 21-19       | Relatório |
| 10 jun | 10:00 | Clancy–Mariafe | 2–0 | Farida–Doaa    | 21-10, 21-14       | Relatório |
| 12 jun | 13:00 | Cannon–Sponcil | 2–0 | Farida–Doaa    | 21-9, 21-13        | Relatório |
| 12 jun | 13:00 | Clancy–Mariafe | 2–0 | Leila–Lidy     | 21-16, 21-18       | Relatório |
| 13 jun | 09:00 | Clancy–Mariafe | 1–2 | Cannon–Sponcil | 21-16, 19-21, 6-15 | Relatório |
| 13 jun | 10:00 | Leila–Lidy     | 2–0 | Farida–Doaa    | 21-14, 21-16       | Relatório |

### Grupo I
|     |                                   |     | Jogos | Jogos | Jogos | Sets | Sets | Sets  | Pontos | Pontos | Pontos |
| Pos | Equipe                            | Pts | T     | V     | D     | V    | P    | R     | V      | P      | R      |
| --- | --------------------------------- | --- | ----- | ----- | ----- | ---- | ---- | ----- | ------ | ------ | ------ |
| 1   | Müller–Tillmann                   | 6   | 3     | 3     | 0     | 6    | 2    | 3.000 | 114    | 105    | 1.086  |
| 2   | Taiana–Hegeile                    | 4   | 3     | 1     | 2     | 2    | 5    | 0.400 | 124    | 135    | 0.919  |
| 3   | Worapeerachayakorn–Naraphornrapat | 4   | 3     | 1     | 2     | 4    | 4    | 1.000 | 95     | 108    | 0.880  |
| 4   | R. Orsi Toth–V. Orsi Toth         | 4   | 3     | 1     | 2     | 3    | 4    | 0.750 | 46     | 126    | 0.365  |

| 10 jun | 21:00 | Taiana–Hegeile                    | 0–2 | R. Orsi Toth–V. Orsi Toth         | 14-21, 19-21        | Relatório |
| 10 jun | 22:00 | Müller–Tillmann                   | 2–1 | Worapeerachayakorn–Naraphornrapat | 17-21, 21-15, 15-11 | Relatório |
| 12 jun | 11:00 | Müller–Tillmann                   | 2–1 | R. Orsi Toth–V. Orsi Toth         | 15-21, 1-1          | Relatório |
| 12 jun | 11:00 | Taiana–Hegeile                    | 2–1 | Worapeerachayakorn–Naraphornrapat | 21-17, 19-21, 15-10 | Relatório |
| 13 jun | 18:00 | Taiana–Hegeile                    | 0–2 | Müller–Tillmann                   | 22-24, 14-21        | Relatório |
| 13 jun | 19:00 | Worapeerachayakorn–Naraphornrapat | 2–0 | R. Orsi Toth–V. Orsi Toth         | 0-0, 0-0            | Relatório |

### Grupo J
|     |                  |     | Jogos | Jogos | Jogos | Sets | Sets | Sets  | Pontos | Pontos | Pontos |
| Pos | Equipe           | Pts | T     | V     | D     | V    | P    | R     | V      | P      | R      |
| --- | ---------------- | --- | ----- | ----- | ----- | ---- | ---- | ----- | ------ | ------ | ------ |
| 1   | Pavan–Melissa    | 6   | 3     | 3     | 0     | 6    | 0    | MAX   | 131    | 104    | 1.260  |
| 2   | Placette–Richard | 5   | 3     | 2     | 1     | 4    | 3    | 1.333 | 133    | 123    | 1.081  |
| 3   | Laboureur–Schulz | 4   | 3     | 1     | 2     | 3    | 4    | 0.750 | 132    | 128    | 1.031  |
| 4   | Stevens–Johnson  | 3   | 3     | 0     | 3     | 0    | 6    | 0.000 | 86     | 127    | 0.677  |

| 10 jun | 16:00 | Laboureur–Schulz | 1–2 | Placette–Richard | 19-21, 21-15, 8-15 | Relatório |
| 10 jun | 16:00 | Pavan–Melissa    | 2–0 | Stevens–Johnson  | 21-17, 21-6        | Relatório |
| 12 jun | 17:00 | Laboureur–Schulz | 2–0 | Stevens–Johnson  | 21-15, 21-16       | Relatório |
| 12 jun | 17:00 | Pavan–Melissa    | 2–0 | Placette–Richard | 22-20, 21-19       | Relatório |
| 13 jun | 13:00 | Placette–Richard | 2–0 | Stevens–Johnson  | 22-20, 21-12       | Relatório |
| 13 jun | 16:00 | Pavan–Melissa    | 2–0 | Laboureur–Schulz | 25-23, 21-19       | Relatório |

### Grupo K
|     |                     |     | Jogos | Jogos | Jogos | Sets | Sets | Sets  | Pontos | Pontos | Pontos |
| Pos | Equipe              | Pts | T     | V     | D     | V    | P    | R     | V      | P      | R      |
| --- | ------------------- | --- | ----- | ----- | ----- | ---- | ---- | ----- | ------ | ------ | ------ |
| 1   | Brunner–Hüberli     | 6   | 3     | 3     | 0     | 6    | 0    | MAX   | 126    | 70     | 1.800  |
| 2   | Ittlinger–Schneider | 5   | 3     | 2     | 1     | 4    | 3    | 1.333 | 132    | 114    | 1.158  |
| 3   | Gutiérrez–Quintero  | 4   | 3     | 1     | 2     | 4    | 3    | 1.333 | 108    | 123    | 0.878  |
| 4   | Sinaportar–Muianga  | 3   | 3     | 0     | 3     | 0    | 6    | 0.000 | 67     | 126    | 0.532  |

| 10 jun | 19:00 | Ittlinger–Schneider | 2–1 | Gutiérrez–Quintero  | 20-22, 21-13, 15-11 | Relatório |
| 10 jun | 19:00 | Brunner–Hüberli     | 2–0 | Sinaportar–Muianga  | 21-8, 21-8          | Relatório |
| 12 jun | 18:00 | Ittlinger–Schneider | 2–0 | Sinaportar–Muianga  | 21-11, 21-15        | Relatório |
| 12 jun | 18:00 | Brunner–Hüberli     | 2–0 | Gutiérrez–Quintero  | 21-12, 21-8         | Relatório |
| 13 jun | 14:00 | Gutiérrez–Quintero  | 2–0 | Sinaportar–Muianga  | 21-17, 21-8         | Relatório |
| 13 jun | 17:00 | Brunner–Hüberli     | 2–0 | Ittlinger–Schneider | 21-19, 21-15        | Relatório |

### Grupo L
|     |                   |     | Jogos | Jogos | Jogos | Sets | Sets | Sets  | Pontos | Pontos | Pontos |
| Pos | Equipe            | Pts | T     | V     | D     | V    | P    | R     | V      | P      | R      |
| --- | ----------------- | --- | ----- | ----- | ----- | ---- | ---- | ----- | ------ | ------ | ------ |
| 1   | Borger–Sude       | 6   | 3     | 3     | 0     | 6    | 0    | MAX   | 126    | 83     | 1.518  |
| 2   | Wojtasik–Kociołek | 5   | 3     | 2     | 1     | 4    | 2    | 2.000 | 106    | 97     | 1.093  |
| 3   | Scampoli–Bianchin | 4   | 3     | 1     | 2     | 2    | 4    | 0.500 | 109    | 101    | 1.079  |
| 4   | Makokha–Khadambi  | 3   | 3     | 0     | 3     | 0    | 6    | 0.000 | 66     | 126    | 0.524  |

| 10 jun | 17:00 | Borger–Sude       | 2–0 | Wojtasik–Kociołek | 21-9, 21-13  | Relatório |
| 10 jun | 17:00 | Scampoli–Bianchin | 2–0 | Makokha–Khadambi  | 21-8, 21-9   | Relatório |
| 12 jun | 12:00 | Borger–Sude       | 2–0 | Makokha–Khadambi  | 21-11, 21-13 | Relatório |
| 12 jun | 12:00 | Scampoli–Bianchin | 0–2 | Wojtasik–Kociołek | 18-21, 12-21 | Relatório |
| 13 jun | 15:00 | Wojtasik–Kociołek | 2–0 | Makokha–Khadambi  | 21-8, 21-17  | Relatório |
| 13 jun | 21:00 | Scampoli–Bianchin | 0–2 | Borger–Sude       | 19-21, 18-21 | Relatório |

## Fase eliminatória

### Repescagem
| 14 jun | 14:00 | Gutiérrez–Quintero          | 1–2 | Ishii–Mizoe        | 24-22, 12-21, 8-15  | Relatório |
| 14 jun | 15:00 | Scampoli–Bianchin           | 2–1 | Rivas Zapata–Chris | 13-21, 21-19, 15-8  | Relatório |
| 14 jun | 16:00 | Böbner–Z. Vergé-Dépré       | 2–1 | Leila–Lidy         | 21-16, 13-21, 15-12 | Relatório |
| 14 jun | 17:00 | Schützenhöfer–Plesiutschnig | 2–1 | Erika–Poletti      | 21-13, 19-21, 15-10 | Relatório |

### Pré-oitavas de final
| 15 jun | 09:00 | Day–Stockman            | 0–2 | Kolinske–Hughes                   | 19-21, 16-21        | Relatório |
| 15 jun | 10:00 | Brunner–Hüberli         | 2–1 | Placette–Richard                  | 21-14, 20-22, 15-11 | Relatório |
| 15 jun | 11:00 | Flint–Cheng             | 1–2 | Borger–Sude                       | 17-21, 21-11, 12-15 | Relatório |
| 15 jun | 11:00 | Bukovec–Brandie         | 2–1 | Worapeerachayakorn–Naraphornrapat | 21-16, 19-21, 15-12 | Relatório |
| 15 jun | 12:00 | Carro–Lobato            | 0–2 | Cannon–Sponcil                    | 12-21, 19-21        | Relatório |
| 15 jun | 12:00 | Müller–Tillmann         | 2–1 | Lahti–Ahtiainen                   | 21-18, 20-22, 18-16 | Relatório |
| 15 jun | 13:00 | Kravčenoka–Graudina     | 2–0 | Wojtasik–Kociołek                 | 21-19, 21-19        | Relatório |
| 15 jun | 14:00 | Bárbara–Carol           | 2–0 | Wang–X. Y. Xia                    | 21-18, 21-15        | Relatório |
| 15 jun | 15:00 | Ittlinger–Schneider     | 0–2 | Clancy–Mariafe                    | 17-21, 20-22        | Relatório |
| 15 jun | 15:00 | Stam–Schoon             | 2–0 | Schützenhöfer–Plesiutschnig       | 21-17, 21-18        | Relatório |
| 15 jun | 16:00 | Ishii–Mizoe             | 0–2 | Duda–Ana Patrícia                 | 11-21, 14-21        | Relatório |
| 15 jun | 16:00 | Gallay–Pereyra          | 0–2 | Menegatti–Gottardi                | 15-21, 17-21        | Relatório |
| 15 jun | 17:00 | Taiana–Hegeile          | 1–2 | Pavan–Melissa                     | 21-18, 18-21, 10-15 | Relatório |
| 15 jun | 17:00 | Talita–Rebecca          | 2–1 | Laboureur–Schulz                  | 19-21, 21-12, 15-7  | Relatório |
| 15 jun | 19:00 | Heidrich–A. Vergé-Dépré | 2–1 | Böbner–Z. Vergé-Dépré             | 20-22, 21-17, 15-7  | Relatório |
| 15 jun | 19:00 | Scampoli–Bianchin       | 2–1 | Megan–Nicole                      | 21-12, 18-21, 15-12 | Relatório |

### Oitavas de final
| 16 jun | 11:00 | Bukovec–Brandie         | 2–1 | Borger–Sude         | 19-21, 21-19, 15-10 | Relatório |
| 16 jun | 12:00 | Müller–Tillmann         | 2–1 | Cannon–Sponcil      | 19-21, 21-16, 15-11 | Relatório |
| 16 jun | 13:00 | Stam–Schoon             | 0–2 | Clancy–Mariafe      | 15-21, 21-23        | Relatório |
| 16 jun | 14:00 | Bárbara–Carol           | 0–2 | Duda–Ana Patrícia   | 16-21, 17-21        | Relatório |
| 16 jun | 15:00 | Talita–Rebecca          | 1–2 | Pavan–Melissa       | 21-16, 11-21, 16-18 | Relatório |
| 16 jun | 15:00 | Brunner–Hüberli         | 0–2 | Kolinske–Hughes     | 19-21, 9-21         | Relatório |
| 16 jun | 19:00 | Heidrich–A. Vergé-Dépré | 2–0 | Kravčenoka–Graudina | 24-22, 21-10        | Relatório |
| 16 jun | 19:00 | Menegatti–Gottardi      | 2–0 | Scampoli–Bianchin   | 25-23, 21-15        | Relatório |

### Quartas de final
| 17 jun | 11:00 | Pavan–Melissa           | 0–2 | Duda–Ana Patrícia  | 22-24, 14-21        | Relatório |
| 17 jun | 12:00 | Heidrich–A. Vergé-Dépré | 2–0 | Kolinske–Hughes    | 21-17, 21-18        | Relatório |
| 17 jun | 14:00 | Clancy–Mariafe          | 1–2 | Müller–Tillmann    | 23-21, 18-21, 14-16 | Relatório |
| 17 jun | 20:00 | Bukovec–Brandie         | 2–0 | Menegatti–Gottardi | 21-15, 21-12        | Relatório |

### Semifinal
| 18 jun | 11:00 | Heidrich–A. Vergé-Dépré | 0–2 | Duda–Ana Patrícia | 19-21, 13-21        | Relatório |
| 18 jun | 20:00 | Müller–Tillmann         | 1–2 | Bukovec–Brandie   | 15-21, 21-15, 12-15 | Relatório |

### Terceiro lugar
| 19 jun | 16:00 | Müller–Tillmann | 2–1 | Heidrich–A. Vergé-Dépré | 16-21, 21-10, 15-0 | Relatório |

### Final
| 19 jun | 20:00 | Bukovec–Brandie | 0–2 | Duda–Ana Patrícia | 17-21, 19-21 | Relatório |

## Classificação final
| Posição | Equipe                            |
| ------- | --------------------------------- |
|         | Duda–Ana Patrícia                 |
|         | Bukovec–Brandie                   |
|         | Müller–Tillmann                   |
| 4       | Heidrich–A. Vergé-Dépré           |
| 5       | Clancy–Mariafe                    |
| 5       | Pavan–Melissa                     |
| 5       | Menegatti–Gottardi                |
| 5       | Kolinske–Hughes                   |
| 9       | Bárbara–Carol                     |
| 9       | Talita–Rebecca                    |
| 9       | Borger–Sude                       |
| 9       | Scampoli–Bianchin                 |
| 9       | Kravčenoka–Graudina               |
| 9       | Stam–Schoon                       |
| 9       | Brunner–Hüberli                   |
| 9       | Cannon–Sponcil                    |
| 17      | Gallay–Pereyra                    |
| 17      | Schützenhöfer–Plesiutschnig       |
| 17      | Taiana–Hegeile                    |
| 17      | Megan–Nicole                      |
| 17      | Wang–X. Y. Xia                    |
| 17      | Carro–Lobato                      |
| 17      | Lahti–Ahtiainen                   |
| 17      | Placette–Richard                  |
| 17      | Ittlinger–Schneider               |
| 17      | Laboureur–Schulz                  |
| 17      | Ishii–Mizoe                       |
| 17      | Wojtasik–Kociołek                 |
| 17      | Böbner–Z. Vergé-Dépré             |
| 17      | Worapeerachayakorn–Naraphornrapat |
| 17      | Day–Stockman                      |
| 17      | Flint–Cheng                       |
| 33      | Rivas Zapata–Chris                |
| 33      | Leila–Lidy                        |
| 33      | Gutiérrez–Quintero                |
| 33      | Erika–Poletti                     |
| 37      | Stevens–Johnson                   |
| 37      | Diana–Margarita G.                |
| 37      | Williams–Nuñez                    |
| 37      | Hermannová–Štochlová              |
| 37      | Payano–Rosario                    |
| 37      | Ariana–Karelys                    |
| 37      | Farida–Doaa                       |
| 37      | Cali–Tega                         |
| 37      | R. Orsi Toth–V. Orsi Toth         |
| 37      | Makokha–Khadambi                  |
| 37      | Zeroual–Mahassine                 |
| 37      | Sinaportar–Muianga                |

Fonte: Volleyball World